# Vem kan läka hjärtesåren
Vem kan läka hjärtesåren är en sång med text av John Appelberg från 1892. Musiken är en tysk melodi av en okänd upphovsman.

## Publicerad i
- Frälsningsarméns sångbok 1929 som nr 29 under rubriken "Frälsningssånger - Frälsningen i Kristus".
- Musik till Frälsningsarméns sångbok 1930 som nr 29.
- Segertoner 1960 som nr 194
- Frälsningsarméns sångbok 1968 som nr 107 under rubriken "Frälsning".
- Segertoner 1988 som nr 592 under rubriken "Att leva av tro - Helande till kropp och själ".[1]
- Frälsningsarméns sångbok 1990 som nr 374 under rubriken "Frälsning".

### Fotnoter
1. 1 2  Heinerborg, Karl-Erik; Lennart Jernestrand (1988). Segertoner melodisångbok. Stockholm: Förlaget Filadelfia. Libris 911558